# 마쓰카와촌 (이와테현)
마쓰카와촌(松川村)은 1958년까지 이와테현 히가시이와이군에 존속했던 촌이다. 현재의 이치노세키시 히가시야마초 마쓰카와에 해당한다.

## 연혁
- 1889년 4월 1일 - 정촌제 시행과 함께 히가시이와이군 마쓰카와촌은 단독으로 촌제를 시행하여 성립하였다.
- 1958년 11월 1일 히가시야마촌을 편입해 히가시야마촌은 폐지하여 히가시야마정이 되었다.

## 교통
- 일본국유철도 오후나토선

## 참고서적
- 『이와테현 정촌 합병지』(이와테현 총무부 지방과, 1957년)
- 『히가시야마 정사』(이와테현 히가시이와이군 히가시야마정, 1978년)